# Zettle
Zettle by PayPal (före 2018 iZettle AB) är ett i Stockholm baserat svenskt mobilt betalningsföretag, som tillhandahåller en mobilapplikation och tjänst som kallas Zettle.

Bolagets tidigare logotype

iZettle grundades av Jacob De Geer och Magnus Nilsson i april 2010 och lanserade den första appen och tjänsten 2011. Bolagets app och kortläsare låter individer och småföretagare i bland annat Sverige, Finland, Danmark, Norge, Storbritannien, Tyskland, Spanien, Mexiko, Nederländerna och Brasilien ta emot kortbetalningar genom IOS och Android på deras smartmobil eller surfplatta.
Den EMV-kompatibla appen kan läsa både chipkort och kort med magnetremsa genom Izettles EMV-kompatibla kortläsare, som kan anslutas till en smartmobil eller surfplatta genom ljuduttaget eller trådlöst via Bluetooth. Appens gränssnitt liknar en traditionell kassaapparat. Hårdvaran är gratis och Zettle tar 1,85 procent på varje transaktion vilket är en lägre andel än storbankerna.
Izettle släppte sitt första Software Development Kit i januari 2014. SDK:n gör det möjligt för utvecklare att lägga till Zettles betaltjänst till sina mobila appar. SDK:n går att använda i alla de länder där bolaget är verksamma, och gör det möjligt för användare att ta emot betalningar via appen med Zettles chip och PIN-läsare, samt returnera relevant information till mjukvaran som i sin tur genererar kvittot.
Den 11 mars 2014 lanserade bolaget ett molnbaserat kassaregister som uppfyller Skatteverkets alla krav och har stöd för digitala kvitton. Zettles betalningslösning belönades med ett ”Best Practices”-certifikat från Mastercard i februari 2013.
Då bolaget länge samverkat med amerikanska Paypals system, köpte Paypal 2018 upp bolaget för 19 miljarder kronor. 2021 bytte iZettle namn till Zettle by PayPal för att tydliggöra sambandet.

## Historia
Jacob De Geer och Magnus Nilsson grundade Izettle i april 2010 och lanserade företagets första app och chipkortläsare 2011. Inledningsvis utvecklades en adapter som förvandlade en mobiltelefon till kortterminal och senare kom en faktiskt kortterminal som kopplas till mobiltelefonen. Namnet ”Izettle” kommer från uttrycket ”settling a debt” (göra upp om/betala en skuld). Företagets grundare sökte efter ett namn som beskrev det som företaget skulle göra. De bestämde sig för att använda en stiliserad kombination av orden ”I” (”Jag”) och ”Settle” (”ordnar/betalar”). 
Strax efter lanseringen listades Izettle bland Tech Europes ”Pick of Stockholm Start-ups”. I november 2012 introducerade Izettle ytterligare ett betalningsalternativ. Istället för att använda en chipbaserad-läsare, knappade kunder med Visa-kort in sin information manuellt i ett formulär som sedan verifierades med deras telefonnummer. Företaget ersatte den metoden i februari 2013 genom att introducera en ny, trådlös chip och PIN-läsare som var kompatibel med samtliga kortnätverks regelverk för mobila betalningar.
I februari 2013 inledde företaget ett partnerskap med Banco Santander. De investerade mer än fem miljoner euro i Izettle i juni 2013, vilket gjorde att företaget kunde göra tjänsten tillgänglig för Santanders kunder i Storbritannien, Spanien, Mexiko och Brasilien.
Izettle stod inför en börsintroduktion när det den 17 maj 2018 rapporterades att det amerikanska företaget Paypal skulle köpa Izettle för 19 miljarder kronor. Den stundande börsintroduktionen ställdes därmed in.

## Finanser
Izettle samlade in 11,2 miljoner dollar i första investeringsrundan som leddes av Index Ventures och Creandum i oktober 2011.
Under 2012 tog Izettle emot 31,6 miljoner dollar i den andra investeringsrundan från bland annat Mastercard, SEB Private Equity, American Express, Northzone samt Index Ventures och Creandum, som båda investerat under första investeringsrundan. Med denna finansiering vill man introducera Izettle på fler europeiska och internationella marknader där chipkort är standarden.
I maj 2014 tog Izettle in 360 miljoner kronor i serie C-finansiering. Investeringsrundan leddes av Zouk Capital. Övriga investerare var Dawn Capital och Intel Capital samt serie A- och B-investerare Creandum, Greylock, Index Ventures, Northzone och SEB Private Equity.
Izettles popularitet och lyckade investeringsrundor ledde till att företaget kunde växa snabbt och lanseras i fler länder.